# 日本船舶海洋工学会
日本船舶海洋工学会（英語：Japan Society of Naval Architects and Ocean Engineers）是一个位于日本的船舶工程学会。会长是柏木正。

## 历史
1898年11月造船协会成立，位于东京都港区芝大門2丁目12番9号，1968年改成日本造船学会。2005年由日本造船学会、关西造船协会、西部造船会三家合并改为现在名字，2010年改为公益社团法人。